# Deltona
Deltona es una ciudad ubicada en el condado de Volusia en el estado estadounidense de Florida. En el Censo de 2010 tenía una población de 85.182 habitantes y una densidad poblacional de 800,88 personas por km². Se encuentra a la orilla del río San Juan.

## Geografía
Deltona se encuentra ubicada en las coordenadas 28°54′18″N 81°12′40″O / 28.90500, -81.21111. Según la Oficina del Censo de los Estados Unidos, Deltona tiene una superficie total de 106.36 km², de la cual 97.2 km² corresponden a tierra firme y (8.61%) 9.16 km² es agua.

## Demografía
Según el censo de 2010, había 85.182 personas residiendo en Deltona. La densidad de población era de 800,88 hab./km². De los 85.182 habitantes, Deltona estaba compuesto por el 76.72% blancos, el 10.88% eran afroamericanos, el 0.49% eran amerindios, el 1.26% eran asiáticos, el 0.06% eran isleños del Pacífico, el 6.98% eran de otras razas y el 3.61% pertenecían a dos o más razas. Del total de la población el 30.21% eran hispanos o latinos de cualquier raza.